# 町井正登
町井 正登（まちい まさと、1923年（大正12年）5月8日 - 2006年（平成18年）10月17日）は、日本の政治家。舞鶴市長。舞鶴市名誉市民。1979年から1995年まで、4期16年に渡り舞鶴市長を務めた。

## 経歴
京都府綾部市生まれ。金沢高等工業学校（現・金沢大学）を卒業後、舞鶴市役所へ就職。助役を務めたのち、1979年市長選に出馬し当選。在任期間中は、道路や市民病院の整備を進めたほか、軍港である赤煉瓦を見直して舞鶴市政記念館をオープンするなど、多くの公共事業を進めた傍ら、財政については黒字を維持することに成功した。
1995年、妻の体調を理由に不出馬。同年、舞鶴市名誉市民条例にもとづき、名誉市民の認定を受ける。2006年、交通事故のため死去。
親戚にも土木系や公務員が多く、大手ゼネコンの幹部の息子、元JR東日本取締役の甥、経産官僚の孫がいる。また、生前は後の舞鶴市長の齋藤彰とも交流が深く、2007年の舞鶴市長選では町井の遺族が後継として齋藤を支援し、当選させた。